# Grup diedral

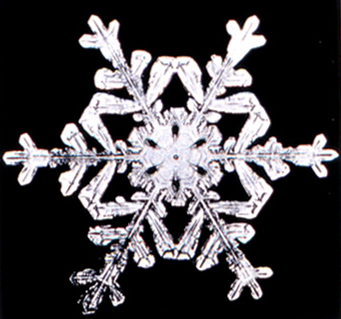
Grupul de simetrie al unui fulg de zăpadă este D_{6}, o simetrie diedrală, la fel ca aceea a hexagonului regulat

Cele șase axe de simetrie de reflexie a hexagonului regulat

În matematică un grup diedral este grupul de simetrii al unui poligon regulat, care include rotații și reflexii. Grupurile diedrale sunt printre cele mai simple exemple de grupuri finite și joacă un rol important în teoria grupurilor, geometrie și chimie.
Notația pentru grupul diedral diferă în geometrie față de cea din algebra abstractă. În geometrie Dn sau Dihn se referă la simetriile unui n-gon, un grup de ordinul 2n. În algebra abstractă, D2n se referă la același grup diedral. În acest articol se folosește convenția geometrică a notației.

## Definiție

### Elemente
Un poligon regulat cu {\displaystyle n} laturi are {\displaystyle 2n} simetrii diferite: {\displaystyle n} simetrii de rotație și {\displaystyle n} simetrii de reflexie. De obicei, aici se consideră {\displaystyle n\geq 3}. Rotațiile și reflexiile asociate formează grupul diedral {\displaystyle \mathrm {D} _{n}}. Dacă {\displaystyle n} este impar, fiecare axă de simetrie conectează punctul de mijloc al unei laturi de vârful opus. Dacă {\displaystyle n} este par, există {\displaystyle n/2} axe de simetrie care leagă punctele de mijoc ale laturilor opuse și {\displaystyle n/2} axe de simetrie care leagă vârfuri opuse. În ambele cazuri, există {\displaystyle n} axe de simetrie și {\displaystyle 2n} elemente în grupul de simetrie. Reflexia față de o axă de simetrie urmată de reflexia față de o altă axă de simetrie produce o rotație de două ori mai mare decât unghiul dintre aceste axe.
Următoarea imagine arată efectul celor șaisprezece elemente ale lui {\displaystyle \mathrm {D} _{8}} asupra unui indicator de oprire⁠(d):

Primul rând arată efectul celor opt rotații, iar al doilea rând arată efectul celor opt reflexii, acționând în fiecare caz asupra indicatorului de oprire cu orientarea așa cum se arată în stânga sus.

### Structura grupului
Ca pentru orice figură geometrică, compunerea⁠(d) a două simetrii ale unui poligon regulat este și ea o simetrie a acelui obiect. Compunerea simetriilor este o operație binară care dă simetriilor unui poligon structura algebrică a unui grup finit.

Axele de reflexie etichetate S_{0}, S_{1} și S_{2} rămân fixe în spațiu (pe pagină) și nu se mișcă ele însele atunci când se face o operație de simetrie (rotire sau reflexie) asupra triunghiului (acest lucru contează când se fac compuneri de simetrii)

Compunerea acestor două reflexii este o rotație

Următoarea tablă Cayley⁠(d) arată efectul compunerii în grupul D3 (simetriile unui triunghi echilateral). Cu r0 se notează identitatea; cu r1 și r2 rotațiile în sens antiorar cu 120°, respectiv 240° și cu s0, s1 și s2 reflexiile față de cele trei axe prezentate în imaginea alăturată.
|    | r0 | r1 | r2 | s0 | s1 | s2 |
| -- | -- | -- | -- | -- | -- | -- |
| r0 | r0 | r1 | r2 | s0 | s1 | s2 |
| r1 | r1 | r2 | r0 | s1 | s2 | s0 |
| r2 | r2 | r0 | r1 | s2 | s0 | s1 |
| s0 | s0 | s2 | s1 | r0 | r2 | r1 |
| s1 | s1 | s0 | s2 | r1 | r0 | r2 |
| s2 | s2 | s1 | s0 | r2 | r1 | r0 |

De exemplu, s2s1 = r1 deoarece reflexia s1 urmată de reflexia s2 dă rotația cu 120°. Ordinea elementelor de compunere este de la dreapta la stânga, conform convenției că elementul acționează asupra expresiei din dreapta sa. Operația de compunere nu este comutativă.
În general, grupul Dn are elementele r0, ..., rn−1 și s0, ..., sn−1, cu compunerea dată de formulele următoare:
{\displaystyle \mathrm {r} _{i}\,\mathrm {r} _{j}=\mathrm {r} _{i+j},\quad \mathrm {r} _{i}\,\mathrm {s} _{j}=\mathrm {s} _{i+j},\quad \mathrm {s} _{i}\,\mathrm {r} _{j}=\mathrm {s} _{i-j},\quad \mathrm {s} _{i}\,\mathrm {s} _{j}=\mathrm {r} _{i-j}.}
În toate cazurile adunarea și scăderea indicilor trebuie efectuate modulo n.

## Grupuri diedrale mici
D1 este izomorf cu Z2, grupul ciclic⁠(d) de ordinul 2.
D2 este izomorf cu K4, grupul lui Klein.
D1 și D2 sunt excepționale prin faptul că:

Exemple de subgrupuri dintr-o simetrie diedrică hexagonală

- D1 și D2 sunt singurele grupuri abeliene diedrale. Celelalte, Dn, nu sunt abeliene.
- Dn este un subgrup al grupului simetric⁠(d) Sn pentru n ≥ 3. Deoarece 2n > n!, Dn este prea mare pentru a fi un subgrup pentru n = 1 și n = 2.
- Grupul de automorfisme interioare⁠(d) D2 este trivial, în timp ce pentru alte valori pare ale lui n, aceasta este Dn / Z2.

Grafurile ciclice⁠(d) ale grupurilor diedrale constau dintr-un ciclu de n elemente și n cicluri de 2 elemente. Vârful (punctul) negru din grafurile ciclice de mai jos ale diferitelor grupuri diedrale reprezintă elementul neutru, iar celelalte vârfuri sunt celelalte elemente ale grupului. Un ciclu constă din puteri succesive ale oricăruia dintre elementele conectate la elementul neutru.
| D1 = Z2      | D2 = Z2 = K4 | D3 | D4 | D5            |
| ------------ | ------------ | -- | -- | ------------- |
|              |              |    |    |               |
|              |              |    |    |               |
| D6 = D3 × Z2 | D7           | D8 | D9 | D10 = D5 × Z2 |

| D3 = S3 | D4 |
| ------- | -- |
|         |    |

## Grupul diedral ca grup de simetrie în spațiul bidimensional și grup de rotație în spațiul tridimensional
Un exemplu de grup abstract Dn, și o modalitate obișnuită de a-l vizualiza este grupul de izometrie al planului euclidian care păstrează originea fixă. Aceste grupuri formează una dintre cele două serii de grupuri punctuale discrete în spațiul bidimensional. Dn constă din n rotații de multipli de 360°/n în jurul originii și reflexii față de n axe care trec prin origine, făcând unghiuri de multipli de 180°/n una cu cealaltă. Acesta este grupul de simetrie al unui poligon regulat cu n laturi (pentru n ≥ 3; aceasta se extinde la cazurile n = 1 și n = 2 în care avem un plan cu un punct deplasat față de „centrul” „1-gonului”, și un „2-gon”, adică un segment).
Dn este generat⁠(d) de o rotație r de ordinul n și o reflexie s de ordinul 2 astfel încât
{\displaystyle \mathrm {srs} =\mathrm {r} ^{-1}\,}
În termeni geometrici: în oglindă o rotație arată ca o rotație în sens invers.
În ceea ce privește numerele complexe: operația corespunde înmulțirii cu {\displaystyle e^{2\pi i \over n}} și conjugării complexe.
În formă matricială, punând
{\displaystyle \mathrm {r} _{1}={\begin{bmatrix}\cos {2\pi  \over n}&-\sin {2\pi  \over n}\\[4pt]\sin {2\pi  \over n}&\cos {2\pi  \over n}\end{bmatrix}}\qquad \mathrm {s} _{0}={\begin{bmatrix}1&0\\0&-1\end{bmatrix}}}
și definind {\displaystyle \mathrm {r} _{j}=\mathrm {r} _{1}^{j}} și {\displaystyle \mathrm {s} _{j}=\mathrm {r} _{j}\,\mathrm {s} _{0}} pentru {\displaystyle j\in \{1,\ldots ,n-1\}} se poate scrie regula produsului lui Dn ca
{\displaystyle {\begin{aligned}\mathrm {r} _{j}\,\mathrm {r} _{k}&=\mathrm {r} _{(j+k){\text{ mod }}n}\\\mathrm {r} _{j}\,\mathrm {s} _{k}&=\mathrm {s} _{(j+k){\text{ mod }}n}\\\mathrm {s} _{j}\,\mathrm {r} _{k}&=\mathrm {s} _{(j-k){\text{ mod }}n}\\\mathrm {s} _{j}\,\mathrm {s} _{k}&=\mathrm {r} _{(j-k){\text{ mod }}n}\end{aligned}}}
Grupul diedral D2 este generat de rotația r de 180° și reflexia s pe axa x. Elementele lui D2 pot fi apoi reprezentate ca {e, r, s, rs}, unde e este elementul neutru sau transformarea nulă, iar rs este reflexia față de axa y.

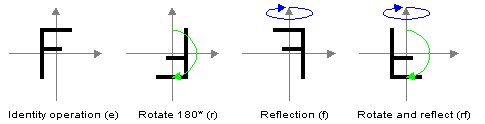
Cele patru elemente ale D_{2} (aici axa x este verticală)
Identic (e), rotit cu 180° (r), reflectat (f), rotit și reflectat (rf)

D2 este izomorf cu grupul lui Klein.
Pentru n > 2 operațiile de rotație și reflexie nu sunt comutative în general și Dn nu este abelian. De exemplu, în D4, o rotație de 90° urmată de o reflexie dă un rezultat diferit de o reflexie urmată de o rotație de 90°.

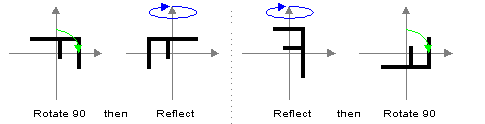
D_{4} nu este abelian (aici axa x este verticală)
rotit cu 90°, reflectat, reflectat după y, reflectat după y și rotit cu 90°

Astfel, dincolo de aplicarea lor evidentă la problemele de simetrie în plan, aceste grupuri sunt printre cele mai simple exemple de grupuri neabeliene și, ca atare, apar frecvent drept contraexemple ușoare ale teoremelor care sunt limitate la grupurile abeliene.
Elementele 2n ale lui Dn pot fi scrise ca e, r, r2, ... , rn−1, s, rs, r2s, ... , rn−1s . Primele n elemente enumerate sunt rotații, iar restul de n elemente sunt reflexii față de axă (toate au ordinul 2). Compunerea a două rotații sau două reflexii este o rotație; compunerea unei rotații și a unei reflexii este o reflexie.

## Exemple de simetrie diedrală în spațiul bidimensional

Simetrie D16 – Sigiliu imperial al Japoniei, reprezentând crizantema cu șaisprezece petale
Simetrie D6 – Steaua lui David Roșie
Simetrie D12 – Drapelul naval al Taiwanului (Soarele alb)
Simetrie D24 – Ashoka Chakra, cum apare pe drapelul Indiei

## Notă explicativă
1. ↑  În terminologia din limba engleză termenul de dihedral group provine prin similitudine cu grupurile de simetrii terahedral group, octahedral goup și icosahedral group, explicație care se găsește în sursele în limba engleză. În limba română denumirile ultimelor trei grupuri sunt grup tetraedric, grup octaedric, respectiv grup icosaedric. Similar cu acestea, grupul tratat de articolul de față, considerat grup de simetrii al unui poliedru abstract, ar trebui să se numească grup diedric, însă termenul se întâlnește doar în cristalografie. Cvasitotalitatea materialelor algebrice traduc termenul drept grup diedral. Wikipedia este obligată să folosească denumirea uzuală, așa cum apare în surse, deși ea nu pare a fi cea corectă.